# Brendan Hunt
Brendan Hunt (Chicago, 28 giugno 1972) è un attore e doppiatore statunitense.

## Biografia
Attivo in campo televisivo e cinematografico come attore e sceneggiatore, Hunt è noto soprattutto come autore della serie televisiva Ted Lasso, in cui interpreta il ruolo principale del coach Beard e per cui è stato candidato al Screen Actors Guild Award per il miglior cast in una serie commedia. Ha inoltre lavorato come doppiatore in diversi videogiochi, tra cui Call of Duty: L'ora degli eroi e Fallout 4.

## Filmografia parziale

### Cinema
- An Amsterdam Tale, regia di Dorna X. van Rouveroy (1999)
- Snapshots - Momenti magici (Snapshots), regia di Rudolf van den Berg (2002)
- Day Is Gone, regia di Mike Kelley (2006)
- Come ti spaccio la famiglia (We're the Millers), regia di Rawson Marshall Thurber (2013)
- Come ammazzare il capo 2 (Horrible Bosses 2), regia di Sean Anders (2014)

### Televisione
- Reno 911! - serie TV, 1 episodio (2009)
- Parks and Recreation - serie TV, 1 episodio (2010)
- Infinity Strategist - serie TV, episodio 1x05 (2010)
- Svetlana - serie TV, 2 episodi (2010-2011)
- Everyone Counts - serie TV, 4 episodi (2010-2011)
- Zeke e Luther (Zeke and Luther)  - serie TV, 1 episodio (2011)
- Community - serie TV, 1 episodio (2011)
- How I Met Your Mother - serie TV, 1 episodio (2012)
- The Bridge - serie TV, 1 episodio (2013)
- Dog with a Blog - serie TV, 1 episodio (2014)
- Austin & Ally - serie TV, 2 episodi (2014-2016)
- Kirby Buckets - serie TV, 1 episodio (2015)
- Son of Zorn - serie TV, 1 episodio (2016)
- Girlboss - serie TV, 1 episodio (2017)
- Casual - serie TV, 1 episodio (2017)
- Adam il rompiscatole - serie TV, 2 episodi (2017)
- Cugini per la vita - serie TV, 1 episodi (2019)
- Ted Lasso - serie TV, 34 episodi (2020-2023)

## Riconoscimenti
- Premio Emmy
  - 2015 – Candidatura alla miglior sceneggiatura di un programma di varietà per Key & Peele Super Bowl Special
  - 2021 – Miglior serie commedia per Ted Lasso
  - 2021 - Candidatura al miglior attore non protagonista in una serie commedia per Ted Lasso
  - 2021 - Candidatura alla miglior sceneggiatura in una serie commedia per Ted Lasso
  - 2021 - Candidatura alla miglior sceneggiatura in una serie commedia per Ted Lasso
  - 2022 - Miglior serie commedia per Ted Lasso
- Screen Actors Guild Award
  - 2021 – Candidatura al miglior cast in una serie commedia per Ted Lasso
  - 2022 - Miglior cast in una serie commedia per Ted Lasso
- Producers Guild of America Awards
  - 2021 - Candidatura al miglior produttore in una serie commedia per Ted Lasso
  - 2022 - Miglior produttore in una serie commedia per Ted Lasso
- Writers Guild of America Award
  - 2021 - Miglior serie commedia per Ted Lasso
  - 2021 - Miglior nuova serie per Ted Lasso
  - 2021 - Candidatura alla miglior sceneggiatura per Ted Lasso
  - 2022 - Candidatura alla miglior serie commedia

## Doppiatori italiani
- Paolo De Santis in Community
- Pietro Ubaldi in How I Met Your Mother
- Fabrizio Dolce in Ted Lasso